# Eubalichthys caeruleoguttatus
Eubalichthys caeruleoguttatus es una especie de peces de la familia Monacanthidae en el orden de los Tetraodontiformes.

## Morfología
Los machos pueden llegar alcanzar los 38 cm de longitud total.
- Número de  vértebras:19.[1][2]

## Hábitat
Es un pez de mar y de clima tropical y demersal que vive entre 22-82 m de profundidad.

## Distribución geográfica
Se encuentra al noroeste de Australia.

## Observaciones
Es inofensivo para los humanos.